# Aeronca Champion
Aeronca 7AC Champion (Аэронка 7 Эй Си Чемпион), часто — Champ (Чемп) — двухместный (1+1) самолёт общего назначения, серийный выпуск которого начала в 1945 году американская авиастроительная компания Aeronca Aircraft Corporation. Самолёт этой компанией выпускался с 1945 по 1951 год, имел несколько модификаций. Серийное производство самолёта было возобновлено в 1954 году компанией Champion Aircraft и продолжалось до 1964 года. В 2007 году компанией American Champion Aircraft Corporation возобновлено мелкосерийное производство «под заказ». Является одним из самых массовых и недорогих самолётов. Всего было выпущено более 10 200 самолётов различных модификаций.

## История
Компания Aeronca Aircraft Corporation была основана в 1928 году в Цинциннати, (шт.Огайо), при поддержке Роберта Тафта, будущего сенатора. К 1951 году, когда компания прекратила производство самолётов, она продала более 17 000 единиц различных моделей.
Модель седьмой серии, которую решено было назвать «Чемпион», разрабатывалась во время войны на основе довоенной модели Aeronca K Scout, увидевшей свет в 1937 году. Также одним из прототипов был очень успешный Piper J-3 Cub от Piper Aircraft, продажи которого начались в 1938 году.
Одновременно в компании шли работы над двумя самолётами — седьмой серии и одиннадцатой, которую назвали «Chief». Во главе проекта стоял инженер Рэймонд Хермес. Самолёты были очень похожи внешне — самым большим отличием было расположение пилота и пассажира. При создании седьмой серии их кресла расположили тандемом, друг за другом. Причём учли и недостатки самого главного конкурента — «Пайпера». Там пассажир размещался перед пилотом, закрывая ему обзор, а в «Чемпионе» кресло пилота было установлено впереди, упрощая управление.
Управлялся самолёт не штурвалом, а джойстиком, как и «Пайпер». В одиннадцатой серии для управления использовался штурвал. Обе модели самолётов были унифицированы на 80 — 85 %, что позволило существенно снизить затратына производство.
Продажи обеих моделей самолётов начались в 1945 году. Стоимость «Чемпиона» была установлена в 2 095 долларов — почти на 400 долларов дешевле, чем «Пайпер». Продажи были столь успешными, а самолёт стал настолько популярен, что в 1947 году «Пайперу» пришлось свернуть производство модели J-3 Cub. Правда к этому моменту было построено и продано более 19 000 J-3.
Соотношение производимых и продаваемых самолётов по сравнению с Aeronca 11AC Chief было 8 к 1. К 1947 году с конвейера компании сходило 50 самолётов обеих серий в день.
С 1947 года компания выпустила несколько модификаций самолётов 7AC, в том числе и для военных. 
В 1951 году компания пректратила производство самолётов, переориентировавшись на поставки деталей для таких гигантов, как Boeing, Northrop, Lockheed, Airbus, чем и занимается до сих пор.
В 1954 году права на производство самолётов 7АС Champion были проданы организованной Робертом Брауном в Оцеоле, (шт. Висконсин) компании Champion Aircraft. Компания начинает производство последней модификации «Чемпиона» Aeronca 7EC под названием 7EC Traveler.
Champion Aircraft использовала удачную идею «Чемпиона» до 1964 года, когда выпустила абсолютно новую, хотя и использующую многое от седьмой серии, модель Citabria. С этого момента серийное производство «Чемпионов» закончилось.
В 1971 году Champion Aircraft была поглощена компанией Bellanca Aircraft Company, которая продолжила выпускать успешные модели Citabria и Decathlon. В том же году Bellanca Aircraft анонсировала модель 7ACA, которая должна была стать вторым рождением «Чемпиона», однако далее нескольких образцов дело так и не пошло.
В начале 80-х годов компания переживает финансовые трудности и реорганизуется. Новая фирма называется AviaBellanca Aircraft Corporation и сосредотачивается на построении нового современного бизнес-самолёта. Однако приверженцы «Чемпиона» не забывают про самолёт.
В 1989 году права на «Чемпиона» выкупает сформированная годом ранее отцом и сыном Джерри Мехлхоффами American Champion Aircraft Corporation. Также были выкуплены права на производство Citabria, Scout и Decathlon. До 2001 года копания производит запасные детали к этим самолётам. В 2001 году American Champion попыталась выпустить в свет обновлённый 7EC Traveller с более мощным двигателем, однако далее образца дело не пошло.
В конце 2007 года компания анонсировала начало мелкосерийного производства 7EC практически по оригинальным чертежам с небольшими поправками. Цена нового самолёта определена в размере 88 900 долларов.
К 2007 году в рабочем состоянии остаётся несколько тысяч оригинальных 7АС Champion, выпущенных до 1951 года.

## Конструкция
Самолёт построен по классической схеме высокоплана. Пилот и пассажир находятся в закрытой кабине, размещаясь один за другим. Пилот находится перед пассажиром, управляя самолётом при помощи джойстика, а не штурвала.
Хвост и фюзеляж сформированы при помощи металлических труб. Внешняя поверхность формируется при помощи деревянных нервюр и лонжеронов, обтянутых плотной тканью. Крылья собираются также из алюминиевых конструкций, формирующих ячеистую поверхность, обтягиваемую тканью. Снизу крылья подпираются двумя металлическими подкосами каждое.
Шасси неубираемые, с управляющим хвостовым колесом. В некоторых модификациях выпускался на лыжах, а также в варианте гидросамолёта.
Винт двухлопастной, установлен в передней части фюзеляжа. Шаг винта неизменяемый.

## Тактико-технические характеристики
Источник данных: Уголок неба

Технические характеристики
- Экипаж: 1 чел.
- Пассажировместимость: 1 чел.
- Длина: 6,55 м
- Размах крыла: 10,67 м
- Высота: 2,10 м
- Площадь крыла: 15,80 м²
- Масса пустого: 368 кг
- Максимальная взлётная масса: 599 кг
- Силовая установка: 1 × ПД Continental A65-8
- Мощность двигателей: 1 × 65 кВт

Лётные характеристики
- Максимальная скорость: 160 км/ч
- Крейсерская скорость: 136 км/ч
- Практическая дальность: 740 км
- Практический потолок: 3658 м

## Основные модификации

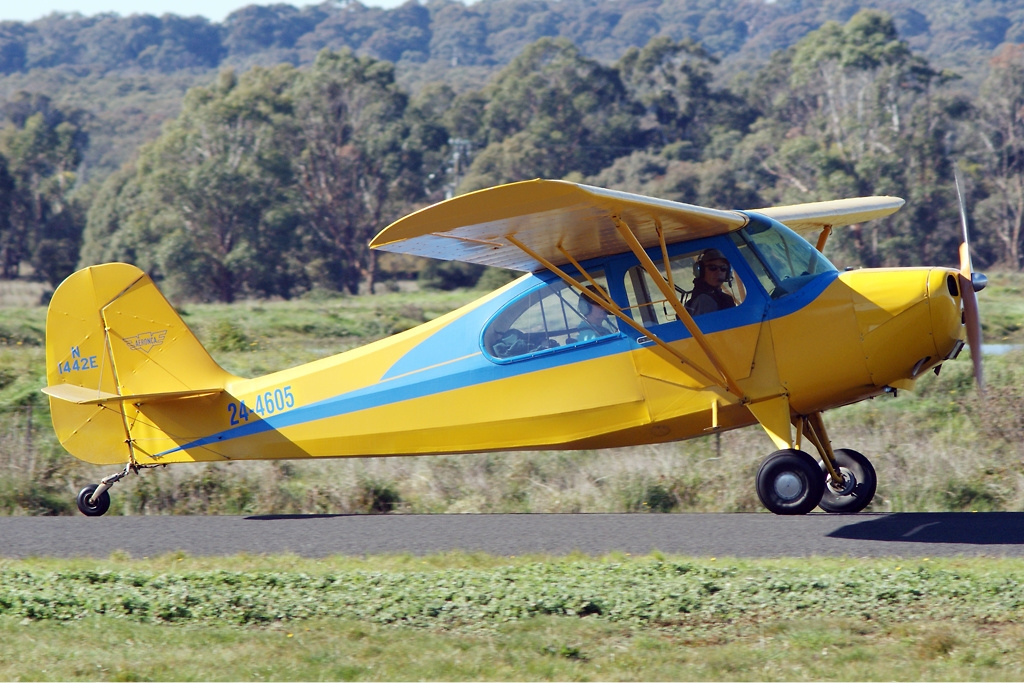
7AC Champion

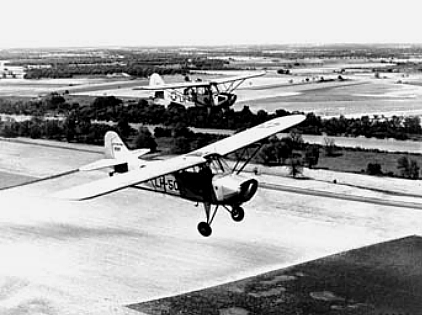
Aeronca 7BCM (L-16) в полёте

- 7AC Champion — оригинальная модель, вышедшая в серию в 1945 году.
- 7BCM — модификация 1947 года с двигателем Continental C85 (85 л. с.) и новой системой крепления управляющего шасси. Большинство из них поступило на службу в Военно-Воздушные силы под названием L-16A. В 1956 году были переданы в Гражданскую Службу Воздушного Патрулирования, восстановив оригинальное название. Выпускался на шасси, лыжах, в виде гидросамолёта.
- 7CCM — армейская модификация. Проходил службу под названием L-16B. Выпускался на шасси, лыжах, в виде гидросамолёта.
- 7DC — модель 7AC но с двигателем Continental C85 (85 л. с.).
- 7EC — последняя модель, разработанная в Aeronca. Двигатель Continental C90 (90 л.с.). Механические тормоза заменены на гидравлические. В 1955 году выпуск возобновился под названием Traveller.
- 7FC — выпущен в 1957 году под названием Tri-Traveller. Произведён полный рестайлинг, изменена работа шасси.
- 7ACA — изменена схема управления шасси, использован экономичный мотор Franklin 2A (60 л.с.), обновлена кабина - появились задние стекла. Серийного выпуска не было.